# 페니 (음악가)
페니 (Pe2ny, 본명: 도성일, 1980년 1월 10일 - )은 대한민국의 힙합 음악가이다.

## 활동
페니는 1999년에 Soul Chamber를 결성하고 홍대 클럽 MP에서 활동을 시작하였다. 당시 클럽 MP에서 활동할때는 닉네임은 Penny였었다. 그리고  그리고 클럽 공연, 콘서트 등의 활동을 하고 에픽하이, 아이에프, 각나그네 등의 가수의 앨범의 프로듀서를 맡다가 2007년 타블로와 이터널 모닝이라는 프로젝트를 만들고 《Eternal Morning》으로 앨범등을 발매하였다. 이후 레이블 트라이먼트 팩토리를 통해 시로스카이, 니카키스 등의 프로듀서들을 배출 하였고, 리오케이코아의 마지막 앨범과 쇼미더머니를 통해 알려진 지조의 팀 투게더 브라더스의 앨범을 제작하였다, 연주앨범 Blue Tape을 발매하였으며, 동년 정규앨범 Born to be blue를 발표하였다.

## 앨범
- Jounrney into Urban city (2001년)
- Eternal Morning - Sound Track To A Lost Film (2007년)
- 1집 Alive Soul Cuts Vol. 1 (2008년)
- Alive Soul Cuts Vol. 1 'The Instrumental Session' (2008년)
- Alive Soul Cuts Vol 1.5 'Seoul' (2012년))
- Blue Tape (2014)
- Born to be blue (2014)
- Night Whisper (2015)
- Alive Soul Cuts Vol. 2 `Stereotype` (2017)